# Спиваковский, Александр Владимирович
Алекса́ндр Влади́мирович Спивако́вский (укр. Олександр Володимирович  Співаковський; род. 28 марта 1957, Херсон, СССР) — украинский политик, заслуженный работник образования Украины, педагог, профессор кафедры информатики, программной инженерии и экономической кибернетики Херсонского государственного университета, доктор педагогических наук, почетный профессор академии имени Яна Длугоша, главный редактор сборника научных трудов «Информационные технологии в обучении», член редакционной коллегии «Издательства Девид» проректор Херсонского государственного университета(1996—2014), Народный депутат Украины VIII созыва, первый заместитель председателя комитета Верховной Рады Украины по вопросам науки и образования.

## Биография
Родился 28 марта 1957 года в Херсоне.
- В 1978 году закончил физико-математический факультет Херсонский государственный педагогический институт имени Н. Крупской и получил специальность учителя математики[1].
- В сентябре — декабре 1978 года по распределению работал воспитателем в Херсонской средней школе-интернате № 2.
- В декабре 1978 года был принят по переводу на кафедру математического анализа ХГПИ. В 1982—1985 обучался в аспирантуре Институте математике АН УССР.
- В 1985 году досрочно защитил диссертацию на соискание научной степени кандидата физико-математических наук. После окончания аспирантуры был принят преподавателем кафедры математики ХГПИ.
- В 1987 году стал доцентом кафедры математики ХГПИ[1].
- С ноября 1990 года — руководитель Южно-украинского учебно-методического регионального центра «Пилотные школы».
- В 1996 году был назначен на должности проректора Херсонского государственного педагогического института
  - и заведующего кафедры информационных технологий.
- С декабря 2002 года — профессор кафедры прикладной математики и информационных технологий ХГПИ.
- С июля 2003 года — проректор Херсонского государственного университета по информационных технологиям, международным связям и социально-экономическим вопросам.
- В сентябре-октябре 2004 года — вр.и. о. заместителя главы Херсонской областной государственной администрации.
- С октября 2004 года — проректор по научно-педагогической работе, информационным технологиям и международным связям ХГУ.
- В 2004 году защитил докторскую диссертацию на тему: «Теоретико-методические основы обучения высшей математике будущих учителей математики с использованием информационных технологий» в НПУ имени М. П. Драгоманова[2].
- В 2011 году был назначен на должность первого проректора Херсонского государственного университета.
- С 2014 — народный депутат Украины VIII созыва, избран по 182 мажоритарному округу в Херсонской области.
  - Член партии «Блок Петра Порошенко»,
  - первый заместитель председателя комитета ВР по вопросам науки и образования.

## Общественная деятельность
Главный редактор сборника научных трудов «Информационные технологии в обучении», член редакционной коллегии «Издательства Девид», основатель фонда «Образование. Наука. Инновации» (OSEF).
Кандидат в мастера спорта СССР по шахматам. Чемпион города и области по шахматам. В 2002—2004 годах был президентом Херсонской областной шахматной федерации.

## Трудовая деятельность
В 2014 году был избран народным депутатом Украины VIII созыва по избирательному округу № 182 (Херсонская область).
Первый заместитель Председателя Комитета, Голова подкомитета Верховной Рады Украины по вопросам науки и образования.
Член Украинской части Парламентской ассамблеи Украины и Республики Польша.
Руководитель группы по межпарламентским связям с Королевством Швеция.
Член группы по межпарламентским связям с Федеративной Республикой Германия.
Член группы по межпарламентским связям с Республикой Индия.
Член группы по межпарламентским связям с Социалистической Республикой Вьетнам.
Член группы по межпарламентским связям с Соединенными Штатами Америки.
Член группы по межпарламентским связям с Соединенным Королевством Великобритании и Северной Ирландии.
Член группы по межпарламентским связям с Республикой Польша.

## Политическая деятельность
Был избран членом парламента в ноябре 2014 года по мажоритарному одномандатному округу № 182 (Суворовский район г. Херсона) с результатом 21,6 %. Второе место занял кандидат от ВО «Батьківщина» Юрий Одарченко, набрав 21,36 % голосов.
С 2014 — народный депутат Украины VIII созыва, избран по 182 мажоритарному округу в Херсонской области. Член партии «Блок Петра Порошенко», первый заместитель председателя комитета ВР по вопросам науки и образования.
1 ноября 2018 года были введены российские санкции против 322 граждан Украины, включая Александра Спиваковского.

## Отличия
- Орден князя Ярослава Мудрого V степени (2017)[5].